# Lanca

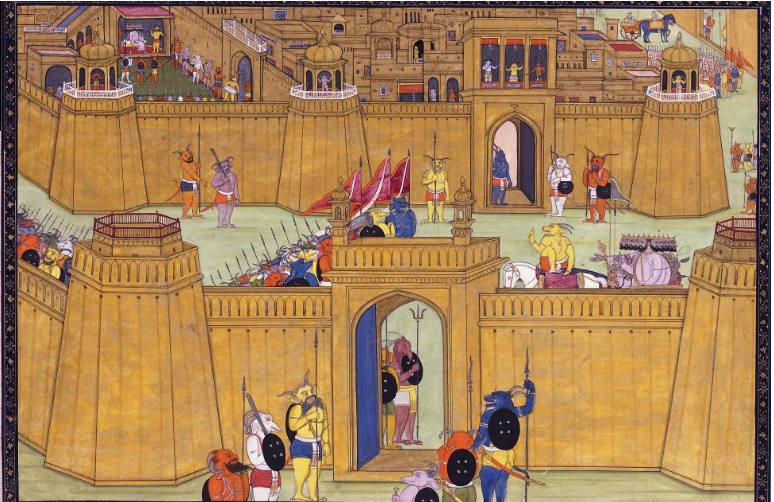
Folio do Ramáiana retratando o palácio dourado de Ravana em Lanca

Lanca (Lanka), segundo o Ramáiana, era a capital de Ravana. É descrita como grande cidade com sete fossos e sete altas muralhas de pedra e metal. Foi erigida com ouro pelo arquiteto divino Visvacarma para o deus Cubera, mas foi tomada por Ravana.